# Uljaticzi
Uljaticzi (ros. Ульятичи) – wieś (ros. деревня, trb. dieriewnia) w zachodniej Rosji, w osiedlu wiejskim Mierlinskoje rejonu krasninskiego w obwodzie smoleńskim.

## Geografia
Miejscowość położona jest nad rzeką Dubrawa, 3 km od drogi federalnej R135 (Smoleńsk – Krasnyj – Gusino), 7 km od centrum administracyjnego osiedla wiejskiego (Mierlino), 17,5 km od centrum administracyjnego rejonu (Krasnyj), 29 km od Smoleńska, 14,5 km od najbliższej stacji kolejowej (Wonlarowo).
W granicach miejscowości znajdują się ulice: Centralnaja, Lesnaja, Ługowoj pierieułok, Oziornyj pierieułok, Swietłaja, Sołniecznyj pierieułok, Wtoroj Oziornyj pierieułok, Zariecznyj pierieułok.

## Demografia
W 2010 r. miejscowość liczyła sobie 17 mieszkańców.